# Chiesa di Santa Maria Assunta (Bologna, Borgo Panigale)
La chiesa di Santa Maria Assunta è la parrocchiale di Borgo Panigale, già comune autonomo ed ora quartiere di Bologna, in città metropolitana ed arcidiocesi di Bologna; fa parte del vicariato di Bologna Ovest.

## Storia
In documenti dell'Alto Medioevo si menziona una chiesa a Borgo Panigale dedicata a San Prospero con annesso monastero. Per avere notizie di una chiesa parrocchiale dedicata a santa Maria Assunta bisogna far ricorso a un documento del 1295; un'ulteriore citazione di questa chiesa è da ricercarsi in un lascito testamentario del 1301. 
Il diritto di nominare il parroco apparteneva originariamente agli abitanti del paese, ma, nel Basso Medioevo, questo privilegio passò alla nobile famiglia dei Ghisilieri. 
Nel 1462 Carlo Ghisilieri stabilì che il giuspatronato sulla pieve di Borgo Panigale sarebbe stato condiviso con i monaci Olivetani di San Michele in Bosco, ma questo diritto ritornò alla fine del Seicento completamente alla suddetta famiglia. Nel frattempo, nel 1472 era stato eretto all'interno della chiesa un chiericato. Dalla relazione della visita pastorale del 18 settembre 1600 s'apprende che la pieve di Borgo Panigale era a capo di una forania che comprendeva altre sei parrocchie, ovvero quelle di Casalecchio - San Martino, Ceretolo, Medola, Ravone, Val di Pietra e Viola. 
La nuova parrocchiale venne iniziata nel 1639 per interessamento di Alfonso Paleotti e dell'arciprete don Rota e su progetto di Francesco Martini, fu portata a termine appena nel 1696. Il 12 aprile 1640 la parrocchia di Viola venne soppressa ed unita a quella plebanale di Borgo Panigale, salvo poi essere, nel 1643, aggregata a quella di Bertalia, ma questa seconda variazione fu annullata nel 1644. Nel 1667 venne edificato il campanile. La pieve venne abbellita tra il 1803 ed il 1837 grazie all'allora parroco Lodovico Ambrogi e ristrutturata nel 1959.

## Descrizione

### Interno
Opere di pregio conservate all'interno della chiesa, ad un'unica navata, sono il fonte battesimale, posto nella terza cappella di sinistra, l'organo, la seicentesca statua di sant'Antonio, scolpita dal bolognese Camillo Mazza, il quadro raffigurante la Madonna del Rosario col Bambino con angeli opera di Vincenzo Spisanelli, originariamente conservato nella chiesa di San Vitale di Reno, il dipinto del 1640 della Sacra Famiglia ed Angeli opera del fiammingo Michele Desubleo, come riportato sulla lapide posta all'interno della cappella che ne conferma anche la datazione, e la pala di San Vincenzo Ferreri che raffigura il santo a mezzobusto, opera del bolognese Jacopo Alessandro Calvi.